# 1er corps d'armée (Italie)
Pour les articles homonymes, voir 1er corps d'armée.
Le Ier corps d'armée (en italien: I Corpo d'armata) était une unité (corps d'armée) de l'armée royale italienne (Regio Esercito), active de 1877 et 1943.

## Histoire
Le 1er corps d'armée est né des cendres du 1er quartier général de Turin, créé au lendemain de la constitution du royaume d'Italie, puis remplacé par le 1er corps d'armée par le décret du 22 mars 1877, qui établit le corps d'armée sur tout le territoire national.
Pendant la Première Guerre mondiale, le 1er corps d'armée a été utilisé pour la défense de la zone du front des Alpes occidentales, puis pour la défense de Turin. 
Pendant la Seconde Guerre mondiale, en 1940, le 1er corps d'armée a participé aux opérations contre la France du 21 au 25 juin, atteignant l'Arc à Bessans, Bramans, Modane et Termignon avant de revenir à Turin le 15 juillet. Compte tenu de la situation du commandement et de sa proximité avec la France, en 1942, le même corps d'armée est employé à partir du 11 novembre en territoire français, se déployant dans des opérations de défense côtière dans les régions du Cavater et du Cap Martin où il reste jusqu'à la signature de l'armistice du 8 septembre 1943 (armistice de Cassibile), qui organise sa dissolution.

## Commandants
- Général Ruggero Santini (mai 1935 - 1936)
- Général de corps d'armée (Generale di Corpo d'armata) Carlo Vecchiarelli (9 avril 1940 - 1er septembre 1940)
- Général de corps d'armée (Generale di Corpo d'armata) Curio Barbasetti di Prun (1940 - 1942)
- Général de division (Generale di Divisionne) Federico Romero (1942 - 1943)[1]

## Unités majeures
Le Ier corps d'armée a évolué comme suit :
1920-1940
- Ier corps d'armée de Turin I
- Division d'infanterie "Torino" (1er) puis "Superga"
- Division d'infanterie "Novara" (2ème) puis "Sforzesca"

1935-1936
- I Corps en Afrique
- Division d'infanterie "Sabauda"
- Division d'infanterie "Pusteria"
- Division d'infanterie "Assietta"
- 4ème Div. CC.NN.

1940-1943
- Division d'infanterie "Cagliari"
- Division d'infanterie "Superga"
- Division d'infanterie "Pinerolo"
- 223e division côtière
- 224e division côtière

## Note
1. ↑  generals.dk

## Source
- (it) Cet article est partiellement ou en totalité issu de l’article de Wikipédia en italien intitulé « I Corpo d'armata » (voir la liste des auteurs).